# Gino Lucetti
Gino Lucetti (31. srpna 1900 – 17. září 1943) byl italský anarchista, který provedl neúspěšný atentát na Benita Mussoliniho.

## Životopis
Lucetti bojoval v útočných jednotkách během 1. světové války. Později emigroval do Francie, odkud se vrátil, aby provedl atentát na Benita Mussoliniho, italského fašistického vůdce. Dne 11. září 1926, na náměstí Porta Pia v Římě, hodil granát na Mussoliniho auto. Granát však nevybuchnul.
Lucetti byl zatčen a v červenci 1927 odsouzen k 30 letům ve vězení. Společně s ním byl odsouzen také politik Vincenzo Baldazzi, který mu s útokem pomáhal.
V roce 1943 Lucetti s pomocí několika lidí z věznice utekl, ale krátce poté byl zabit při německém bombardování města Ischia.